# Pallavolo ai Giochi della XXX Olimpiade - Torneo maschile
La pallavolo maschile ai Giochi della XXX Olimpiade si è svolta dal 29 luglio al 12 agosto 2012 a Londra, in Gran Bretagna, durante i Giochi della XXX Olimpiade: al torneo hanno partecipato dodici squadre nazionali e la vittoria finale è andata per la prima volta alla Russia.

## Qualificazioni
Al campionato olimpico hanno partecipato la nazionale del paese ospitante, le prime tre squadre classificate nel corso della Coppa del Mondo 2011, la prima classificata di ogni torneo di qualificazione continentale e le prime tre classificate di ciascuno dei tre tornei di qualificazione mondiali.

## Impianti
|                                                                                    |  |  |
|                                                                                    |  |  |
| Earls Court Exhibition Centre Città: Londra Capienza: 15 000 Anno d'apertura: 1937 |  |  |

## Squadre partecipanti
| Squadra     | Qualificazione                                     | Ultima partecipazione |
| ----------- | -------------------------------------------------- | --------------------- |
| Argentina   | 1ª al torneo di qualificazione sudamericano        | Atene 2004            |
| Australia   | 1ª al torneo di qualificazione asiatico            | Atene 2004            |
| Brasile     | 3ª alla Coppa del Mondo 2011                       | Pechino 2008          |
| Bulgaria    | 1ª al torneo di qualificazione mondiale (girone B) | Pechino 2008          |
| Germania    | 1ª al torneo di qualificazione mondiale (girone C) | Pechino 2008          |
| Italia      | 1ª al torneo di qualificazione europeo             | Pechino 2008          |
| Polonia     | 2ª alla Coppa del Mondo 2011                       | Pechino 2008          |
| Regno Unito | Paese organizzatore                                | Debutto               |
| Russia      | 1ª alla Coppa del Mondo 2011                       | Pechino 2008          |
| Serbia      | 1ª al torneo di qualificazione mondiale (girone A) | Pechino 2008          |
| Stati Uniti | 1ª al torneo di qualificazione nordamericano       | Pechino 2008          |
| Tunisia     | 1ª al torneo di qualificazione africano            | Atene 2004            |

## Torneo

### Fase a gironi
| Girone A    | Girone B    |
| ----------- | ----------- |
| Argentina   | Brasile     |
| Australia   | Germania    |
| Bulgaria    | Russia      |
| Italia      | Serbia      |
| Regno Unito | Stati Uniti |
| Polonia     | Tunisia     |

#### Girone A

##### Risultati
| 29 luglio 2012 Earls Court Exhibition Centre, Londra Durata: 1h:29 - Spettatori: 14 000 | Regno Unito | 0 - 3 | Bulgaria  | 18-25, 20-25, 24-26               |
| 29 luglio 2012 Earls Court Exhibition Centre, Londra Durata: 1h:22 - Spettatori: 12 500 | Australia   | 0 - 3 | Argentina | 21-25, 22-25, 20-25               |
| 29 luglio 2012 Earls Court Exhibition Centre, Londra Durata: 1h:36 - Spettatori: 15 000 | Italia      | 1 - 3 | Polonia   | 25-21, 20-25, 23-25, 14-25        |
| 31 luglio 2012 Earls Court Exhibition Centre, Londra Durata: 2h:03 - Spettatori: 11 300 | Polonia     | 1 - 3 | Bulgaria  | 22-25, 27-29, 25-13, 23-25        |
| 31 luglio 2012 Earls Court Exhibition Centre, Londra Durata: 1h:55 - Spettatori: 12 500 | Italia      | 3 - 1 | Argentina | 25-17, 21-25, 25-17, 25-23        |
| 31 luglio 2012 Earls Court Exhibition Centre, Londra Durata: 1h:20 - Spettatori: 14 000 | Regno Unito | 0 - 3 | Australia | 15-25, 18-25, 20-25               |
| 2 agosto 2012 Earls Court Exhibition Centre, Londra Durata: 1h:25 - Spettatori: 12 000  | Australia   | 0 - 3 | Bulgaria  | 23-25, 21-25, 22-25               |
| 2 agosto 2012 Earls Court Exhibition Centre, Londra Durata: 1h:20 - Spettatori: 13 000  | Polonia     | 3 - 0 | Argentina | 25-18, 25-20, 25-16               |
| 2 agosto 2012 Earls Court Exhibition Centre, Londra Durata: 1h:25 - Spettatori: 11 500  | Regno Unito | 0 - 3 | Italia    | 19-25, 16-25, 20-25               |
| 4 agosto 2012 Earls Court Exhibition Centre, Londra Durata: 1h:25 - Spettatori: 14 900  | Regno Unito | 0 - 3 | Polonia   | 16-25, 19-25, 18-25               |
| 4 agosto 2012 Earls Court Exhibition Centre, Londra Durata: 2h:03 - Spettatori: 11 500  | Australia   | 2 - 3 | Italia    | 25-21, 25-18, 21-25, 14-25, 13-15 |
| 4 agosto 2012 Earls Court Exhibition Centre, Londra Durata: 1h:51 - Spettatori: 14 500  | Argentina   | 3 - 1 | Bulgaria  | 25-18, 21-25, 25-19, 25-20        |
| 6 agosto 2012 Earls Court Exhibition Centre, Londra Durata: 1h:57 - Spettatori: 12 000  | Australia   | 3 - 1 | Polonia   | 25-21, 25-22, 18-25, 25-22        |
| 6 agosto 2012 Earls Court Exhibition Centre, Londra Durata: 1h:32 - Spettatori: 14 000  | Italia      | 0 - 3 | Bulgaria  | 30-32, 20-25, 19-25               |
| 6 agosto 2012 Earls Court Exhibition Centre, Londra Durata: 1h:21 - Spettatori: 13 750  | Regno Unito | 0 - 3 | Argentina | 18-25, 18-25, 15-25               |

##### Classifica
| Pos | Squadra     | Pt | G | V | P | SV | SP | Ratio | PF  | PS  | Ratio |
| --- | ----------- | -- | - | - | - | -- | -- | ----- | --- | --- | ----- |
| 1.  | Bulgaria    | 12 | 5 | 4 | 1 | 13 | 4  | 3,250 | 407 | 390 | 1,044 |
| 2.  | Polonia     | 9  | 5 | 3 | 2 | 11 | 7  | 1,571 | 433 | 374 | 1,158 |
| 3.  | Argentina   | 9  | 5 | 3 | 2 | 10 | 7  | 1,429 | 382 | 367 | 1,041 |
| 4.  | Italia      | 8  | 5 | 3 | 2 | 10 | 9  | 1,111 | 426 | 413 | 1,031 |
| 5.  | Australia   | 7  | 5 | 2 | 3 | 8  | 10 | 0,800 | 395 | 397 | 0,995 |
| 6.  | Regno Unito | 0  | 5 | 0 | 5 | 0  | 15 | 0,000 | 274 | 376 | 0,729 |

#### Girone B

##### Risultati
| 29 luglio 2012 Earls Court Exhibition Centre, Londra Durata: 1h:37 - Spettatori: 12 500 | Russia      | 3 - 0 | Germania    | 31-29, 25-18, 25-17               |
| 29 luglio 2012 Earls Court Exhibition Centre, Londra Durata: 1h:30 - Spettatori: 12 000 | Stati Uniti | 3 - 0 | Serbia      | 25-17, 25-22, 25-21               |
| 29 luglio 2012 Earls Court Exhibition Centre, Londra Durata: 1h:21 - Spettatori: 10 000 | Brasile     | 3 - 0 | Tunisia     | 25-17, 25-21, 25-18               |
| 31 luglio 2012 Earls Court Exhibition Centre, Londra Durata: 1h:48 - Spettatori: 10 500 | Serbia      | 3 - 1 | Tunisia     | 25-15, 25-21, 20-25, 25-18        |
| 31 luglio 2012 Earls Court Exhibition Centre, Londra Durata: 1h:29 - Spettatori: 13 000 | Stati Uniti | 3 - 0 | Germania    | 25-23, 25-16, 25-20               |
| 31 luglio 2012 Earls Court Exhibition Centre, Londra Durata: 1h:29 - Spettatori: 14 800 | Brasile     | 3 - 0 | Russia      | 25-21, 25-23, 25-21               |
| 2 agosto 2012 Earls Court Exhibition Centre, Londra Durata: 2h:27 - Spettatori: 14 000  | Serbia      | 2 - 3 | Germania    | 25-22, 29-27, 18-25, 20-25, 18-20 |
| 2 agosto 2012 Earls Court Exhibition Centre, Londra Durata: 1h:24 - Spettatori: 13 000  | Russia      | 3 - 0 | Tunisia     | 25-21, 25-15, 25-23               |
| 2 agosto 2012 Earls Court Exhibition Centre, Londra Durata: 2h:06 - Spettatori: 11 500  | Brasile     | 1 - 3 | Stati Uniti | 25-23, 25-27, 19-25, 17-25        |
| 4 agosto 2012 Earls Court Exhibition Centre, Londra Durata: 1h:13 - Spettatori: 11 000  | Germania    | 3 - 0 | Tunisia     | 25-15, 25-16, 25-16               |
| 4 agosto 2012 Earls Court Exhibition Centre, Londra Durata: 2h:28 - Spettatori: 13 650  | Russia      | 3 - 2 | Stati Uniti | 27-29, 19-25, 26-24, 25-16, 15-8  |
| 4 agosto 2012 Earls Court Exhibition Centre, Londra Durata: 2h:11 - Spettatori: 11 000  | Brasile     | 3 - 2 | Serbia      | 22-25, 25-15, 20-25, 25-22, 15-9  |
| 6 agosto 2012 Earls Court Exhibition Centre, Londra Durata: 1h:17 - Spettatori: 12 000  | Russia      | 3 - 0 | Serbia      | 25-15, 25-20, 25-17               |
| 6 agosto 2012 Earls Court Exhibition Centre, Londra Durata: 1h:18 - Spettatori: 11 000  | Stati Uniti | 3 - 0 | Tunisia     | 25-15, 25-19, 25-19               |
| 6 agosto 2012 Earls Court Exhibition Centre, Londra Durata: 1h:31 - Spettatori: 12 000  | Brasile     | 3 - 0 | Germania    | 25-21, 25-22, 25-19               |

| Pos | Squadra     | Pt | G | V | P | SV | SP | Ratio | PF  | PS  | Ratio |
| --- | ----------- | -- | - | - | - | -- | -- | ----- | --- | --- | ----- |
| 1.  | Stati Uniti | 13 | 5 | 4 | 1 | 14 | 4  | 3,500 | 427 | 370 | 1,154 |
| 2.  | Brasile     | 11 | 5 | 4 | 1 | 13 | 5  | 2,600 | 418 | 379 | 1,103 |
| 3.  | Russia      | 11 | 5 | 4 | 1 | 12 | 5  | 2,400 | 408 | 352 | 1,159 |
| 4.  | Germania    | 5  | 5 | 2 | 3 | 6  | 11 | 0,545 | 379 | 388 | 0,977 |
| 5.  | Serbia      | 5  | 5 | 1 | 4 | 7  | 13 | 0,538 | 413 | 455 | 0,908 |
| 6.  | Tunisia     | 0  | 5 | 0 | 5 | 1  | 15 | 0,067 | 294 | 395 | 0,744 |

## Fase finale
|  | Quarti | Quarti      | Quarti |  |    | Semifinali | Semifinali | Semifinali |                 |                 | Finale          | Finale   | Finale |
|  |        |             |        |  |    |            |            |            |                 |                 |                 |          |        |
|  | 1A     | Bulgaria    | 3      |  |    |            |            |            |                 |                 |                 |          |        |
|  | 1A     | Bulgaria    | 3      |  |    |            |            |            |                 |                 |                 |          |        |
|  | 4B     | Germania    | 0      |  |    |            |            |            |                 |                 |                 |          |        |
|  | 4B     | Germania    | 0      |  | 1A | Bulgaria   | 1          |            |                 |                 |                 |          |        |
|  |        |             |        |  | 1A | Bulgaria   | 1          |            |                 |                 |                 |          |        |
|  |        |             |        |  |    | 3B         | Russia     | 3          |                 |                 |                 |          |        |
|  | 2A     | Polonia     | 0      |  |    | 3B         | Russia     | 3          |                 |                 |                 |          |        |
|  | 2A     | Polonia     | 0      |  |    |            |            |            |                 |                 |                 |          |        |
|  | 3B     | Russia      | 3      |  |    |            |            |            |                 |                 |                 |          |        |
|  | 3B     | Russia      | 3      |  |    |            |            |            |                 | 3B              | Russia          | 3        |        |
|  |        |             |        |  |    |            |            |            |                 | 3B              | Russia          | 3        |        |
|  |        |             |        |  |    |            |            |            |                 |                 | 2B              | Brasile  | 2      |
|  | 3A     | Argentina   | 0      |  |    |            |            |            |                 |                 | 2B              | Brasile  | 2      |
|  | 3A     | Argentina   | 0      |  |    |            |            |            |                 |                 |                 |          |        |
|  | 2B     | Brasile     | 3      |  |    |            |            |            |                 |                 |                 |          |        |
|  | 2B     | Brasile     | 3      |  | 2B | Brasile    | 3          |            | Finale 3° posto | Finale 3° posto | Finale 3° posto |          |        |
|  |        |             |        |  | 2B | Brasile    | 3          |            |                 |                 |                 |          |        |
|  |        |             |        |  |    | 4A         | Italia     | 0          |                 |                 | 1A              | Bulgaria | 1      |
|  | 1B     | Stati Uniti | 0      |  |    |            | Italia     | 0          |                 |                 | 1A              | Bulgaria | 1      |
|  | 1B     | Stati Uniti | 0      |  |    |            |            |            |                 | 4A              | Italia          | 3        |        |
|  | 4A     | Italia      | 3      |  |    |            |            |            |                 |                 | Italia          | 3        |        |
|  | 4A     | Italia      | 3      |  |    |            |            |            |                 |                 |                 |          |        |

### Quarti di finale
| 8 agosto 2012 Earls Court Exhibition Centre, Londra Durata: 1h:18 - Spettatori: 12 000 | Bulgaria    | 3 - 0 | Germania | 25-20, 25-16, 25-14 |
| 8 agosto 2012 Earls Court Exhibition Centre, Londra Durata: 1h:23 - Spettatori: 14 000 | Polonia     | 0 - 3 | Russia   | 17-25, 23-25, 21-25 |
| 8 agosto 2012 Earls Court Exhibition Centre, Londra Durata: 1h:19 - Spettatori: 11 500 | Argentina   | 0 - 3 | Brasile  | 19-25, 17-25, 20-25 |
| 8 agosto 2012 Earls Court Exhibition Centre, Londra Durata: 1h:36 - Spettatori: 14 000 | Stati Uniti | 0 - 3 | Italia   | 26-28, 20-25, 20-25 |

### Semifinali
| 10 agosto 2012 Earls Court Exhibition Centre, Londra Durata: 1h:52 - Spettatori: 13 500 | Bulgaria | 1 - 3 | Russia | 21-25, 15-25, 25-23, 23-25 |
| 10 agosto 2012 Earls Court Exhibition Centre, Londra Durata: 1h:25 - Spettatori: 14 000 | Brasile  | 3 - 0 | Italia | 25-21, 25-12, 25-21        |

### Finale 3º posto
| 12 agosto 2012 Earls Court Exhibition Centre, Londra Durata: 1h:58 - Spettatori: 12 000 | Bulgaria | 1 - 3 | Italia | 19-25, 25-23, 22-25, 20-25 |

### Finale
| 12 agosto 2012 Earls Court Exhibition Centre, Londra Durata: 2h:21 - Spettatori: 14 500 | Russia | 3 - 2 | Brasile | 19-25, 20-25, 29-27, 25-22, 15-9 |

## Classifica finale
| Pos | Squadra     | Rosa |
| --- | ----------- | --- |
|     | Russia      | Formazione: 3 Apalikov, 4 Chtej, 5 Grankin, 8 Tetjuchin, 9 Sokolov, 10 Berežko, 12 But'ko, 13 Muserskij, 15 Il'inych, 17 Michajlov, 18 Volkov, 20 Območaev, CT: Alekno                          |
|     | Brasile     | Formazione: 1 Br. de Rezende, 4 de Souza, 5 Si. dos Santos, 6 Vissotto, 7 de Godoy, 8 Endres, 10 Sé. dos Santos, 11 Alves, 14 Santana, 16 Saatkamp, 17 Garcia, 18 do Amaral, CT: Be. de Rezende |
|     | Italia      | Formazione: 1 Mastrangelo, 3 Parodi, 6 Papi, 7 Łasko, 9 Zaytsev, 10 Boninfante, 11 Savani, 13 Travica, 14 Fei, 15 Birarelli, 16 Bari, 17 Giovi, CT: Berruto                                     |
| 4.  | Bulgaria    | Formazione: 1 G. Bratoev, 7 Skrimov, 9 Dimitrov, 10 V. Bratoev, 11 V. Nikolov, 12 Josifov, 13 Salparov, 14 Todorov, 15 Aleksiev, 17 Penčev, 18 N. Nikolov, 19 Sokolov, CT: Naydenov             |
| 5.  | Argentina   | Formazione: 1 Arroyo, 2 Castellani, 5 Uriarte, 6 Poglajen, 7 Conte, 9 Quiroga, 10 Bruno, 11 Solé, 12 Pereyra, 14 Crer, 15 De Cecco, 16 González, CT: Weber                                      |
| 5.  | Germania    | Formazione: 1 Popp, 2 Steuerwald, 3 Schwarz, 4 Tischer, 5 Andrae, 6 Kaliberda, 8 Böhme, 9 Grozer, 10 Schöps, 11 Kampa, 13 Dünnes, 15 Günthör, CT: Heynen                                        |
| 5.  | Polonia     | Formazione: 1 Nowakowski, 2 Winiarski, 4 Kosok, 5 Zagumny, 6 Kurek, 7 Jarosz, 9 Bartman, 13 Kubiak, 14 Ruciak, 15 Żygadło, 16 Ignaczak, 18 Możdżonek, CT: Anastasi                              |
| 5.  | Stati Uniti | Formazione: 1 Anderson, 2 Rooney, 4 Lee, 5 Lambourne, 6 Lotman, 7 Suxho, 8 Priddy, 11 Thornton, 12 Holmes, 13 Stanley, 16 McKienzie, 20 Smith, CT: Knipe                                        |
| 9.  | Australia   | Formazione: 1 Zingel, 3 Roberts, 5 Passier, 6 Yudin, 7 Peacock, 8 Grant, 9 White, 12 Tutton, 14 Sukochev, 16 Smith, 18 Williams, 19 Edgar, CT: Uriarte                                          |
| 9.  | Serbia      | Formazione: 1 N. Kovačević, 2 U. Kovačević, 4 Janić, 5 Petković, 7 Stanković, 10 Nikić, 11 Mitić, 12 Rašić, 14 Atanasijević, 15 Starović, 18 Podraščanin, 19 Rosić, CT: Kolaković               |
| 11. | Tunisia     | Formazione: 2 Kadhi, 3 M'rabett, 7 Karamosli, 8 Ben Slimane, 10 Nagga, 11 Moalla, 12 Taouerghi, 13 Hfaiedh, 14 Ben Hassine, 15 Ben Cheikh, 16 Kaabi, 18 Zouari, CT: Mkaouer                     |
| 11. | Regno Unito | Formazione: 1 Bakare, 2 Pipes, 3 Bakare, 4 Hunter, 5 Plotyczer, 7 McGivern, 8 Haldane, 9 Pink, 10 French, 11 Miller, 12 Lamont, 17 O'Malley, CT: Brokking                                       |

## Premi individuali
| Premio                | Nome               | Squadra  |
| --------------------- | ------------------ | -------- |
| MVP                   | Murilo Endres      | Brasile  |
| Miglior realizzatore  | Maksim Michajlov   | Russia   |
| Miglior attaccante    | Maksim Michajlov   | Russia   |
| Miglior muro          | Max Günthör        | Germania |
| Miglior servizio      | Cristian Savani    | Italia   |
| Miglior palleggiatore | Georgi Bratoev     | Bulgaria |
| Miglior ricevitore    | Krzysztof Ignaczak | Polonia  |
| Miglior libero        | Markus Steuerwald  | Germania |